# Jerónimo Badaraco
Jeronimó Badaraco (Makaó, 1974. november 15. –) makaói autóversenyző. 2013-ban indult a Túraautó-világbajnokságon is néhány futamon.

## WTCC 2013
Badaraco 2013-ban benevezett a Túraautó-világbajnokságon először létrehozott Ázsia Kupára. Egy, a Song Veng Racing Team által felkészített 2.0 literes Chevrolet Cruze-zal állt rajthoz. Szuzukában volt a debütáló hétvégéje, ahol egy 20. és egy 18. helyet szerzett. Shanghajban az első futamon a 24. lett, míg a második kiesett. Az utolsó verseny Makaó nehéz utcai pályáján volt, ahol szeretett volna egy jó eredményt elérni. Az első futamon végigment, és a 25. helyen látta meg a kockás zászlót, míg a második versenyen kiesett, de hogy pontosan miért, az nem derült ki. Az ő szempontjából lényeges Ázsia Kupában a 6. helyen zárt 15 ponttal.